# Neolamprologus brichardi
Princesse du Burundi
Espèce
Statut de conservation UICN

 LC  : Préoccupation mineure
Neolamprologus brichardi, la Princesse du Burundi, est une espèce de poissons d'eau douce, endémique du lac Tanganyika en Afrique, appartenant à la famille des Cichlidés. Cette espèce mesure à l'âge adulte une taille maximale d'environ 12 cm. Espèce à ne surtout pas confondre avec d'autres cichlidés d'apparence semblable comme Neolamprologus gracilis, Neolamprologus olivaceous et d'autres, elles aussi toutes endémiques du Lac Tanganyika en Afrique.

## Description
Neolamprologus brichardi est d'une coloration claire blanc rosé avec, suivant les origines géographiques, deux barres parallèles sombres sur la tête ou ses dernières formant un "V". Toutes les nageoires sont longuement effilées dans leur prolongement. Le dimorphisme sexuel est subtil et il est difficile de différencier le mâle de la femelle. Cette dernière tend à être plus petite et le mâle a des nageoires pelviennes un peu plus allongées/effilées.

## Distribution
Cette espèce se rencontre dans tout le pourtour du lac Tanganyika, au Burundi et en République démocratique du Congo

## Habitat
Les Princesses du Burundi se rencontrent souvent en vaste banc à tous les niveaux de la colonne d'eau.

## Alimentation
Ce cichlidé est omnivore.

## Maintenance en aquarium
Neolamprologus brichardi est sensible aux variations de nitrite et d'azote, dont les valeurs doivent avoisiner le zéro, pour de meilleures chances de succès. Il peut tolérer l'eau du robinet, si elle est d'abord traitée pour éliminer la présence de chlore, mais l'exposition à cette eau traitée devrait être graduelle. Ce cichlidé peut se reproduire en captivité. Puisqu'il est monogame, un couple doit d'abord être formé. La température idéale pour la reproduction est de 25 °C. Il appose ses œufs sur la paroi d'une cavité rocheuse ou la voûte d'une grotte. Les parents démontrent un comportement de protection envers les alevins, des colonies se forment et se défendent entre générations. Pour le bac, prévoir une façade d'au moins 80 cm pour un minimum de 130 l, des caches, des roches formant des abris. Ces cichlidés cohabitent mal, même dans de grands bacs. Ils cohabitent bien avec d'autres espèces de poissons à la morphologie différente et du lac Tanganyika. Omnivore, Neolamprologus brichardi acceptera la plupart des nourritures commerciales, les préparations de crevettes ou de la nourriture vivante. (jamais de vers rouges pour les cichlidae du lac Tanganyika!)
| Origine         | Afrique               | Eau           | Eau douce     |
| Dureté de l'eau | 10-20 °GH             | pH            | 8,0-9,0       |
| Température     | Entre 23 et 26 °C     | Volume mini.  | 130 L         |
| Alimentation    | Omnivore              | Taille adulte | Environ 12 cm |
| Reproduction    | substrat cachéovipare | Zone occupée  | Milieu        |
| Sociabilité     | Interespèce           | Difficulté    | Facile        |

## Galerie

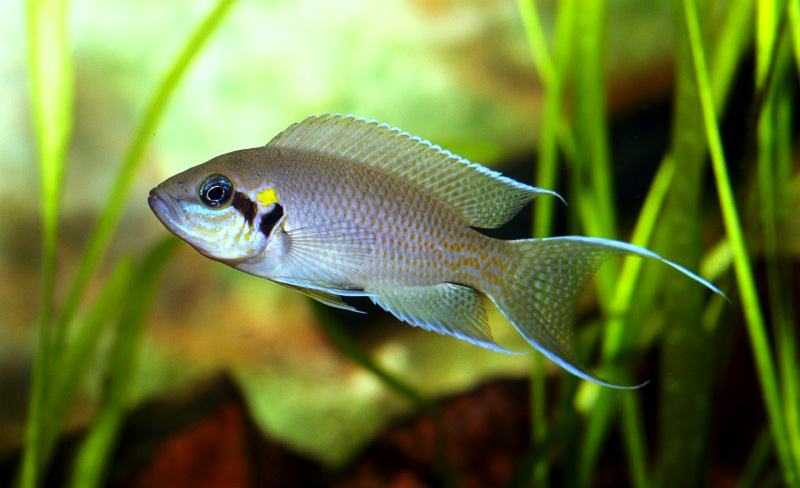
Sub-adultes en aquarium.